# Al-Zamalek
Al-Zamalek is een Egyptische voetbalclub uit Gizeh. De club werd in 1911 opgericht en Al-Zamalek geldt als een van de beste en succesvolste clubs van Egypte en Afrika. Aartsrivaal van Al-Zamalek is Al-Ahly. Tussen 1941 en 1952 heette de club Faoruk Club, vernoemd naar koning Faroek. 

## Erelijst
Nationaal
- Landkampioen:
  - Winnaar: 1960, 1964, 1965, 1978, 1984, 1988, 1992, 1993, 2001, 2003, 2004, 2015, 2021, 2022
- Beker van Egypte:
  - Winnaar: 1922, 1932, 1935, 1938, 1941, 1943, 1944, 1952, 1955, 1957, 1958, 1959, 1960, 1962, 1975, 1977, 1979, 1988, 1999, 2002, 2008, 2013, 2014, 2015, 2016, 2018, 2019
- Egyptische supercup:
  - Winnaar: 2001, 2002, 2016
- Sultan Hoessein-beker:
  - Winnaar: 1921, 1922
- Caïro Liga:
  - Winnaar: 1923, 1929, 1930, 1932, 1934, 1940, 1941, 1944, 1945, 1947, 1949, 1951, 1952, 1953
- Oktober Liga:
  - Winnaar: 1974

Internationaal
- African Cup of Champions Clubs / CAF Champions League :
  - Winnaar: 1984, 1986, 1993, 1996, 2002
- African Cup Winners' Cup:
  - Winnaar: 2001
- CAF Confederation Cup
  - Winnaar: 2019, 2024
- CAF Super Cup:
  - Winnaar: 1994, 1997, 2003, 2020
- Arab Champions League:
  - Winnaar: 2003
- Afro-Azië Cup
  - Winnaar: 1987, 1997
- Egyptisch-Saoedische Supercup:
  - Winnaar: 2003

## Bekende (oud-)spelers
Zie lijst van spelers van Al-Zamalek voor meer spelers.
- Emmanuel Amunike
- Abdul Rahim Ayew
- Ahmed El-Kass
- Nader El-Sayed
- Hossam Hassan
- Marc Mboua
- Ahmed Hossam "Mido"
- Rami Shaaban
- Shikabala
- Amr Zaki

## Bekende trainers
- Henri Michel
- Otto Pfister
- Ruud Krol
- Jaime Pacheco